# طريق الملكة إليزابيث
طريق الملكة إليزابيث هو طريق سريع من سلسلة الطرق السريعة 400 في مقاطعة أونتاريو. يربط الطريق بين تورنتو وشبه جزيرة نياغارا وبوفالو في نيويورك. يبدأ الطريق من جسر السلام في فورت إيري ويقطع مسافة 139.1 كيلومترًا (86.4) ميل حول الطرف الغربي لبحيرة أونتاريو وينتهي عند الطريق السريع 427 في تورونتو. يستمر الطريق فعليًا فيما يسمى «غاردينر إكسبرسواي» إلى وسط مدينة تورونتو. يعتبر طريق الملكة إليزابيث أحد أكثر الطرق السريعة ازدحامًا في أونتاريو، بمتوسط يقارب 200 ألف مركبة في اليوم في بعض أجزائه. أبرز تقاطعات الطرق السريعة هي الطريق السريع رقم 420 في شلالات نياغارا، والطريق السريع رقم 405 في نياغارا-أون-ذا-ليك، والطريق السريع رقم 406 في سانت كاثرينز، والطريق السريع ريدهيل فالي في هاملتون، والطريق السريع رقم 403، والطريق السريع رقم 407 في بيرلينجتون، والطريق السريع رقم 403 على حدود أوكفيل-ميسيساغا، والطريق السريع رقم 427 في إيتوبيكوك. داخل إقليم هالتون، تأشر طريق الملكة إليزابيث بالتزامن مع الطريق السريع 403. يبلغ الحد الأعلى للسرعة المسموحة 100 كلم/ساعة (62 ميل/ساعة) على معظم امتداده، باستثناء المسافة بين هاملتون وسانت كاثرينز حيث يبلغ الحد الأعلى للسرعة المسموحة 110 كلم/ساعة (68 ميل/ساعة).
يعود تاريخ طريق الملكة إليزابيث إلى عام 1931، عندما بدأ العمل في توسيع الطريق الوسطى (ذا ميدل رود) على نحو مماثل لطريق دونداس السريع وطريق لاكشور القريبين كمشروع إغاثة خلال فترة الكساد الكبير. عقب انتخابات المقاطعة في عام 1934، غير وزير الطرق السريعة في أونتاريو توماس ماكويستن ونائبه روبرت ميلفيل سميث التصميم ليصبح شبيهًا بالأوتوبان (نظام الطرق السريعة في ألمانيا)، حيث قسم وجهة السفر إلى اتجاهين متقابلين واستخدم تقاطعات على مستويات مختلفة على مفترق الطرق الرئيسية. عند افتتاح الطريق أمام حركة المرور في سنة 1937، كان أول طريق سريع مقسم يربط بين المدن في أميركا الشمالية، وأطول طريق يحمل شبكة إنارة متصلة على طوله في العالم. رغم أنه لم يكن طريقًا سريعًا (أوتستراد) فعلًا في ذلك الوقت، إلا أنه طوّر وأجريت عليه عمليات توسيع وتحديث على نحو تدريجي بداية من خمسينيات القرن العشرين، وبدأ يأخذ شكله الحالي تقريبًا بحلول عام 1975. منذ ذلك الحين، استمرت مشاريع مختلفة في توسيع الطريق. في عام 1997، سلمت حكومة المقاطعة مسؤولية قسم من طريق الملكة إليزابيث بين الطريق رقم 427 ونهر هامبر إلى مدينة تورنتو. أعيد تسمية هذا القسم لاحقًا كجزء من الطريق السريع «غاردينر إكسبرسواي».

## الاسم والتشوير
سمي طريق الملكة إليزابيث باسم زوجة الملك جورج السادس وعقيلته الملكية التي عرفت لاحقًا باسم الملكة إليزابيث الأم. يشار إليها أحيانًا باسم الملكة إليزابيث إي. في عام 1939، قام الزوجان الملكيان بجولة في كندا وأجزاء من الولايات المتحدة لتعزيز الدعم للمملكة المتحدة تحسبًا للحرب مع ألمانيا النازية، وأيضًا للاحتفال بتتويج جورج السادس. تسلم الطريق اسمه لإحياء ذكرى الزيارة، وكشف النقاب عنه في السابع من يونيو حين افتتح الملك والملكة الطريق في احتفال شعائري في موقع بالقرب من جسر هينلي في سانت كاثرينز. بدايةً، وضعت في الطرق أعمدة إنارة تحمل الحرفين «إي آر»، وهي الرمز الملكي لإليزابيث ريجينا، المرادف اللاتيني للملكة إليزابيث. رغم إزالة معظم تلك الأعمدة، إلا أنها لا تزال موجودة على ثلاثة جسور على طول الطريق السريع: في ميسيسوغا فوق نهر كريدي، وفي أوكفيل فوق نهر برونتي كريك، وفي سانت كاثرينز فوق نهر تويلف مايل كريك. هناك قسم قصير من الطريق السريع رقم 420 في نياغارا فولز، وامتداده، فولز أفينو، يحمل نسخًا متطابقة لتلك الأعمدة وضعت في عام 2002.
استخدمت اللافتات الطرقية المحددة لطريق الملكة إليزابيث دائمًا الكتابة الزرقاء على خلفية صفراء بدلًا من نمط الكتابة بالأسود على خط أبيض الذي استخدمته لافتات أخرى على الطرق السريعة المحلية. أظهرت اللافتات الاسم الكامل للطريق السريع بحروف صغيرة فقط مع وضع الأحرف الكبيرة «إي آر» مكان وجود رقم الطريق على غير لافتات. في عام 1955، تغيرت الكتابة على تلك اللافتات لتحمل الأحرف الأولى من اسم الطريق «كيو إي دبليو». رغم عدم امتلاك طريق الملكة إليزابيث رقمًا طرقيًا معلنًا، إلا أنه يعتبر جزءًا من شبكة الطرق السريعة 400 في مقاطعة أونتاريو. تشير وزارة النقل في أونتاريو إلى طريق الملكة إليزابيث باسم الطريق السريع 451 لأغراض محلية وإدارية.
كان هناك في الأصل نصب تذكاري في الفاصل الأوسط للطريق السريع عند منتهى الطريق في تورنتو، مخصص لزيارة الملك جورج السادس والملكة إليزابيث عام 1939. عرف النصب باسم «الأسد المحظوظ». صمم ذلك النصب، الذي حمل تاجًا في الأعلى وأسدًا في الأسفل، على يد المعماري دبليو. إل. سومرفيل، والنحاتين فلورنس لورينغ وفلورنس وايل مقابل 12 ألف دولار (ما يعادل 212 ألف دولار في عام 2021). أزيل النصب التذكاري في سنة 1972 لاستيعاب توسعة طريق الملكة إليزابيث الأصلي، ونقل في أغسطس سنة 1975 إلى متنزه السير كازيمير غزوفسكي القريب على طول بحيرة أونتاريو، على الجانب الشرقي من نهر هامبر.

## وصف الطريق

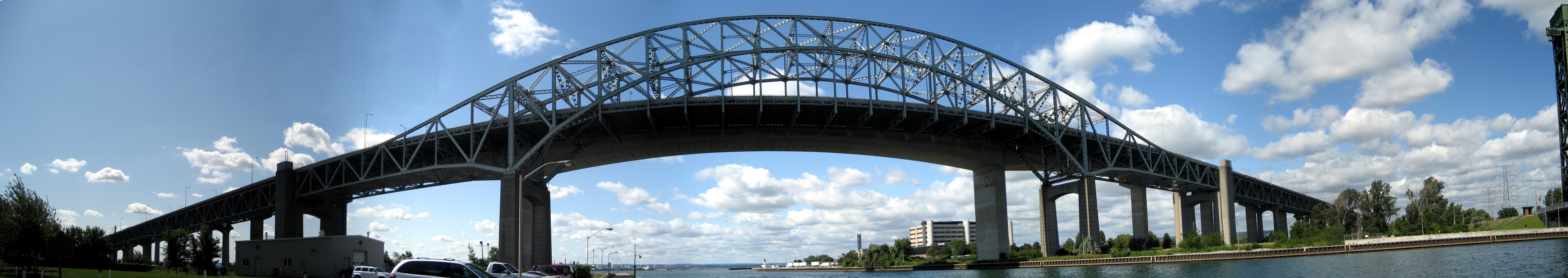
جسر جيمس إن ألان سكايواي في خليج برلنغتون

طريق الملكة إليزابيث هو طريق بطول 139 كيلومتر (86 ميل) يمتد من جسر السلام الذي يربط فورت إيري مع بوفالو في نيويورك بتورونتو، المركز الاقتصادي للإقليم. يجول هذا الطريق السريع حول رأس بحيرة أونتاريو الغربي، قاطعًا شلالات نياغارا، وسانت كاترينز، وهاملتون، وبرلينغتون، وأوكفيل، وميسيسوغا في طريقه. تأشر جزء من طريق الملكة إليزابيث بطول 22 كيلومتر (14 ميل) بالتزامن مع الطريق السريع 403 في برلينغتون. خلافًا للطرق السريعة الأخرى في مقاطعة أونتاريو، تأشرت الجهات في طريق الملكة إليزابيث باستخدام مواقع على طول الطريق بدلًا من الاتجاهات السماوية. يتجه الطريق نحو تورنتو تحت اسم «طريق الملكة إليزابيث تورنتو» على مدى طوله. أما في الإتجاه المعاكس، فيحمل الاسم «طريق الملكة إليزابيث هاميلتون»، و«طريق الملكة إليزابيث نياغارا»، و«طريق الملكة إليزابيث فورت إيري» بحسب الموقع.

### فورت إيري – سانت كاثرينز
يبدأ طريق الملكة إليزابيث عند قاعدة جسر السلام، الذي يعبر حدود الولايات المتحدة ويتصل بشبكة طرق آي-900 في بوفالو، نيويورك. توجد حجرة جمركية بين الجسر والطريق السريع تقيد رسوم المرور على السائقين المتجهين إلى كندا. إلى الغرب من هذه المنطقة، يمكن الوصول إلى الطريق السريع 3 القريب ومتنزه نياغارا. بعد الجمارك، يبدأ الطريق السريع ذو المسالك الأربعة، بانعطاف مباشر جهة الشمال الغربي. ضمن فورت إيري، تتيح التقاطعات الوصول من وإلى طريق الملكة إليزابيث في كل من الجادة الوسطى، وطريق كونسيشن، وطريق تومسون، وطريق غيلمور، وطريق بوين. في حين تبرز ملامح التطور العمراني في بداية الطريق السريع، إلا أن معظم المسافة الأولى من الطريق البالغة 25 كيلومترًا (16 ميل) تقع ضمن غابات الأراضي المنخفضة. تمر سواقٍ كثيرة عبر هذه الغابات، وغالبًا ما تغمرها. تقع منطقة محمية ويلوبي مارش جنوب غرب الطريق السريع، على بعد نحو 10 كيلومتر (6.2 ميل) جنوب شلالات نياغارا. بعد التقاطع مع طريق ليون كريك، يتحول الطريق السريع شمالًا.
بعد عبور نهر ولاند، الطريق الأصلي لقناة ولاند، يخرج الطريق السريع من الغابات داخلًا الأراضي الزراعية المحيطة بضواحي شلالات نياغارا، التي يدخلها الطريق السريع شمالي تقاطع طريق مكليود. داخل المدينة، يلتقي الطريق السريع 420 مع طريق الملكة إليزابيث عند تقاطع كبير يتألف من أربعة مستويات، ويمتد إلى ستة مسارات. تنقسم متن الطرق المقابلة عند هذا التقاطع لملاءمة المخرج/المدخل الأيسر من الطرق المؤدية إلى الطريق السريع 420، مع مرور خط سير تورنتو تحت تلك الطرق والسكك الحديدية الوطنية الكندية. بالخروج من الطرف الشمالي لشلالات نياغارا، ينعطف الطريق السريع ثانية نحو الشمال الغربي ويبتدئ بالنزول عبر خندق نياغارا، الذي يعد جزءًا من شبكة اليونسكو العالمية لمحميات المحيط الحيوي. يندمج الطريق السريع 405 مع طريق الملكة إليزابيث على طول الامتداد الريفي القصير بين شلالات نياغارا وسان كاثرينز. في حين لا توجد صلة وصل بين خط سير تورنتو والطريق السريع 405، يمكن للسائقين المتجهين إلى نياغارا اتباع هذا الطريق السريع القصير إلى جسر لويستون-كوينستون، الذي يعبر الحدود الأميركية إلى لويستون، نيويورك. يستمر طريق الملكة إليزابيث غربًا إلى سانت كاثرينز.
إذ يدخل طريق الملكة إليزابيث سانت كاثرينز، يمتد صاعدًا إلى جسر غاردن سيتي ليعبر قناة ولاند. حل هذا الهيكل الذي يبلغ طوله 2.2 كيلومتر (1.4 ميل) محل الجسر متحرك الذي كان يقع إلى الجنوب منه، وهو أحد الاختناقين الرئيسيين قبل أوائل ستينيات القرن العشرين، وهو واحد من ممري الطرق العلوية على امتداده. بما أن طريق الملكة إليزابيث هو أول طريق بري للمسافات الطويلة في أمريكا الشمالية، فإن العديد من المفاهيم الهندسية الحديثة لم تؤخذ في الاعتبار في تصميمه الأولى عام 1939، على الرغم من أن هذا الطريق تم تحديثه في عملية إعادة بناء حديثة انتهت في عام 2011، إلا أن زيادة توسعة الطريق السريع يعيقها قرب الممتلكات على طول معظم امتداده. نتيجة لذلك، فإن معظم الطريق التي تتجاوز قناة ولاند تملؤها طرق جانبية توفر الوصول من وإلى طريق الملكة إليزابيث فضلًا عن المحال التجارية المحلية والأماكن السكنية. بعد عبور تقاطع شارع أونتاريو (الطريق الإقليمي 42)، يعبر الطريق السريع ركة مارتيندال، التي تشكل مصب ساقية تويلف مايل. إلى الغرب من المعبر، يقع تقاطع مع الطريق السريع رقم 406، الذي يتجه جنوبًا إلى ولاند، وبعدها يعبر طريق الملكة إليزابيث من سانت كاثرينز وإلى بلدة لينكولن في موقع فيفتين مايل كريك، مستمرًا بطريق من ستة مسارات.